# Esperiopsis scotiae
Esperiopsis scotiae är en svampdjursart som beskrevs av Topsent 1915. Esperiopsis scotiae ingår i släktet Esperiopsis och familjen Esperiopsidae. Inga underarter finns listade i Catalogue of Life.